# 梶原徹也
梶原 徹也（かじわら てつや、1963年〈昭和38年〉9月26日 - ）は、福岡県福岡市出身のドラマー、音楽プロデューサー。大分県立大分上野丘高等学校、高千穂商科大学卒業。既婚。通称「梶くん」。

## 概要
銀行員だった父親の転勤のため、幼少の頃は九州内を転々として小学校2年の時に大阪、中学3年まで兵庫県西宮市、高校の3年間は大分県で過ごす。中学・高校時代は卓球部であった。高千穂商科大学に入学のため上京。
大学時代は学生寮に住み、早稲田大学や明治大学のサークル（軽音楽研究会）などで常に3～4つのバンドを掛け持ちしていた。ライブハウスでもぎりのアルバイトをしていた時にTHE BLUE HEARTSに出会う。初代ドラマーの英竜介の脱退後、甲本ヒロトに電話をしてオーディションを受けた。その時の「ワン、ツー、スリー、フォー!」とカウントする声が大きく好印象だったため合格し、バンドに加入（オーディションの直前、当時のマネージャーから「そろそろ固定メンバーを決めてしまいたいんだ、ポイントはカウントの声だよ。」と聞かされていた）。
THE BLUE HEARTS後期からカリブ音楽（特にトリニダード・トバゴのカリプソやスティールパン）やラテン音楽に傾倒し、解散後は社会福祉法人「秦野精華園」の入園者や通園者によって結成された「サルサ・ガムテープ」のプロデューサーやドラマーとして参加。The 3peaceや、大塚愛のバックバンド（『さくらんぼ』や『Happy Days』のPVにも出演）等を経て、2005年よりTHE BIG HIPでドラムとボーカルを担当していた。2008年12月よりソロユニット、THUNDERBEATの活動を開始。2009年4月より鼠先輩がボーカルを務めるバンド「THE SUPER RATS」でドラムを担当。
その他、ECHOESの伊藤浩樹や恩田快人らとWarRock（ワーロック）というレーベルを立ち上げ、プロデュース活動なども行っている。
2015年、太鼓芸能集団・鼓童の舞台作品「混沌」（芸術監督・坂東玉三郎演出）のドラム監修を担当し、アドバイザーや作曲を手がけ、小田洋介、坂本雅幸、住吉佑太にドラム指導。

## 来歴
- 1986年4月 - THE BLUE HEARTSに正式加入。
- 1995年6月 - THE BLUE HEARTS解散。
- 1997年春 - The 3peace結成。
- 2002年 - The 3peace活動停止。
- 2005年春 - THE BIG HIP結成。
- 2008年10月 - THE BIG HIP活動休止。
- 2008年12月 - ソロユニット、THUNDERBEAT活動開始。

## 人物
- 子供の頃、初めて自分の小遣いで買ったレコードはビートルズの『オールディーズ』。
- 高校2年生の時、不登校になり家でロックばかり聞いていたが、パンク・ロックを聞いて「自分も何かをやらなきゃ」とドラムを始めたという。
- 好きなドラマーとして、リンゴ・スター、チャーリー・ワッツ、ジム・ケルトナー、レボン・ヘルム、ラット・スキャビーズ、ジョン・ボーナムなどを挙げている。ザ・クラッシュのドラマー、トッパー・ヒードンは「凄すぎる」とも述べている。
- ロックンロール座右の銘は「迷ったときはザ・フーを見ろ」
- 大学入学直後に阿含宗に入信。「僕の中のロックのモチベーションと、仏教徒としてのモチベーションが同じだったりして」と、THE BLUE HEARTS時代から自身が仏教徒であることを公表していたが、一時期はその両立に悩んでいたこともあった。「ブルーハーツが始まる以前から、僕は仏教徒だったけど、『セックス、ドラッグ、ロックンロール』なんていうロックのイメージと、自分の音楽活動とどう結びつけたらいいのか? っていうのがずっとあった。そんな中でアダム（ビースティ・ボーイズ）みたいな人がいて、チベタン・フリーダム・コンサートみたいなライブがあって、何か次の世界に進んでいける面が出てきてるなぁと思ってすごく嬉しかった」とインタビューで語っている。
- トレードマークは「モヒカン」と「黒のタンクトップ」。20歳の時からモヒカンにしていたが、THE BLUE HEARTS後期頃からはモヒカンの髪の毛を残している部分を伸ばし、束ねてステージに立っていた。今はごく普通の短髪となっている。
- 大の阪神タイガースファン。

## エピソード
- 2005年3月18日、梶原のセッション・バンドのライブにボーカル&ブルースハープで参加した甲本ヒロトから「昔は8ビートしか叩けなかったのに、こんなに上手くなりました」と言われる。この日のライブでは急遽、梶原が甲本に1曲だけサルサ・ガムテープとのジョイントを依頼し実現している。その時に演奏されたのが、THE BLUE HEARTSのアルバム『PAN』に収録されている梶原が作詞・作曲した「花になったかまきり」である。